# Villandry (zámek)
Zámek Villandry (francouzsky Château de Villandry) leží při řece Loiře v obci Villandry v departementu Indre-et-Loire, přibližně 15 kilometrů západně od Tours.
Byl vybudován Janem le Breton, ministrem financí krále Františka I. na místě malé středověké pevnosti Colombiers a společně s velkou zahradou dokončen v roce 1536. Jako jeden z posledních zámků postavených na Loiře v renesančním stylu již není v italském duchu a středověké dekorativní věže téměř postrádá. Tento jednoduchý, výlučně francouzský styl, připomíná svou střechou zámek Fontainebleau, zámek Anet a pozdější styl z dob Jindřicha IV.